# Yamina Meghiche
Yamina Meghiche (en arabe : يمينة مغيش), née le 21 décembre 1941 au douar Ouled Aïcha dans la commune de Djidiouia et morte le 26 février 1959 dans la région de l'Ouarsenis, est une militante et résistante algérienne durant la guerre d'Algérie.

## Biographie

### Enfance
Yamina est la fille d'Abdelkader, l'un des militants nationaux de la région de Relizane, et issue d'une famille riche également. Cependant, lorsque sa mère décède alors qu'elle a cinq ans, elle s'installe à la ville de Relizane et étudie à l'école primaire « Mosquée ».

## Militantisme
Après la grève de 1956, Yamina rejoint ses trois amis : Hadj Abed Atika et les deux sœurs, Ouazani Yamina et Zoulikha. Formé en soins infirmiers par le médecin et combattant Benchouk Mohamed à l’hôpital militaire de Ramka. Elle devint ensuite infirmière au sein des unités combattantes de l'Armée de libération nationale (ALN).

## Sa mort
Yamina était sous le commandement de la wilaya IV historique, active à Ramka. En février 1959, l'armée française encercle la zone et la bombarde au napalm. Yamina et son fils en bas âge Hassan sont tombés en martyrs.

## Hommages
Plusieurs établissements portent son nom dont les plus importantes sont :
- Centre national d'expertise médicale de la première région militaire, à Alger ;
- C.E.M  Meghiche Yamina à Relizane[2] ;
- C.F.P.A  Meghiche  à Oran[3].